# Benilloba
Benilloba és un municipi del País Valencià a la comarca del Comtat.

## Història
Antiga alqueria musulmana. L'any 1317 pertanyia a Bernat de Cruïlles. El 1357 les tropes castellanes de l'infant Ferran atacaren la població, i foren rebutjades pels seus habitants. Comptava amb 330 famílies de moriscos, uns 1.485 habitants aproximadament, prèviament a la seua expulsió l'any 1609. Als inicis del segle xvii fou possessió dels comtes d'Aranda, els quals atorgaren la segona carta pobla l'any 1611. El senyoriu de Benilloba entrà en la casa dels comtes de Revillagigedo el 1757, qui no el desvincularen, malgrat les disposicions desvinculadores, fins a l'any 1955, any en què cediren, veneren i transferiren els drets senyorials subsistents a un particular. Continua vigent, com a cas excepcional en el País Valencià, el senyoriu de Benilloba.

## Demografia i economia
En 2002 hi havia 893 benillobers. Gràcies a la indústria tèxtil l'economia de Benilloba és de les més pròsperes de la comarca.

## Geografia
Al seu terme, de 9,5 km², es troba l'Aitana que amb els seus 1.558 m. és la major altura de la província d'Alacant. També són interessants els paratges del Salt, La Creueta, els Tolls del riu Frainós, on apareixen restes d'un aqüeducte musulmà i de dos antics molins fariners.

## Edificis d'interés
Entre el seu patrimoni cal destacar:
- Església de la Nativitat.
- Casa Fortalesa. Fou palau dels comtes de Revillagigedos el XIX conservava una torre; avui només romanen la porta principal i vestigis de tipus islàmic.

## Política i govern

### Composició de la Corporació Municipal
El Ple de l'Ajuntament està format per 7 regidors. En les eleccions municipals de 28 de maig de 2023 foren elegits 4 regidors del Partit Socialista del País Valencià (PSPV-PSOE) i 3 del Partit Popular (PP).
| Eleccions municipals de 28 de maig de 2023 - Benilloba                                                                            |                                          |                                     |                                     |      |           |          |
| Candidatura | Candidatura                              | Candidatura                         | Cap de llista                       | Vots | Vots      | Regidors |
| | Partit Socialista del País Valencià-PSOE |                                     | Jose Ramón Martí Doménech           | 258  | 51,93%    | 4 (+2)   |
| | Partit Popular                           |                                     | Ramón Pérez Doménech                | 158  | 46,68%    | 3 (+1)   |
| | Vots en blanc                            |                                     |                                     | 7    | 1.4 %     |          |
| Total vots vàlids i regidors | Total vots vàlids i regidors             | Total vots vàlids i regidors        | Total vots vàlids i regidors        | 475  | 100 %     | 7        |
| | Vots nuls                                | Vots nuls                           | Vots nuls                           | 19   | 3,68%     |          |
| Participació (vots vàlids més nuls)                                                                                               | Participació (vots vàlids més nuls)      | Participació (vots vàlids més nuls) | Participació (vots vàlids més nuls) | 516  | 82,56%**  |          |
| Abstenció | Abstenció                                | Abstenció                           | Abstenció                           | 109* | 17.44 %** |          |
| Total cens electoral | Total cens electoral                     | Total cens electoral                | Total cens electoral                | 635* | 100 %**   |          |
| Alcalde: Jose Ramón Martí Doménech (PSPV) (28/06/2023) Per majoria absoluta dels vots dels regidors (4 vots: 4 de PSPV i 3 de PP) |                                          |                                     |                                     |      |           |          |
| Fonts: JEC, JEZ Alcoi, M. Interior, Periòdic Ara. (* No són vots sinó electors. ** Percentatge respecte del cens electoral.)      |                                          |                                     |                                     |      |           |          |

### Alcaldia
Des de 2023 l'alcalde de Benilloba és Jose Ramón Martí Doménech, del Partit Socialista del País Valencià (PSPV-PSOE). Obtingué l'alcaldia amb majoria absoluta.
| Període                       | Alcalde o alcaldessa                                 | Partit polític | Data de possessió     | Observacions        |
| ----------------------------- | ---------------------------------------------------- | -------------- | --------------------- | ------------------- |
| 1979–1983                     | Joaquín Domenech Boronat                             | UCD            | 19/04/1979            | --                  |
| 1983–1987                     | Emilio Monerris Català                               | PSPV-PSOE      | 28/05/1983            | --                  |
| 1987–1991                     | Emilio Monerris Català                               | PSPV-PSOE      | 30/06/1987            | --                  |
| 1991–1995                     | José Cortés Cascant                                  | PSPV-PSOE      | 15/06/1991            | --                  |
| 1995–1999                     | Fernando Carbonell Llinares                          | PP             | 17/06/1995            | --                  |
| 1999–2003                     | María Elena Mira Sousa                               | PSPV-PSOE      | 03/07/1999            | --                  |
| 2003–2007                     | María Elena Mira Sousa Rosalía Rosario Llorens Baena | PSPV-PSOE GM   | 14/06/2003 25/06/2005 | Moció de censura -- |
| 2007–2011                     | Maria Fernanda Sanz Biosca                           | PP             | 16/06/2007            | --                  |
| 2011–2015                     | Maria Fernanda Sanz Biosca                           | PP             | 11/06/2011            | --                  |
| 2015–2019                     | Anna Dèlia Gisbert Climent                           | Compromís      | 13/06/2015            | --                  |
| 2019-2023                     | Saül Jordà Ferrer                                    | PSPV-PSOE      | 15/06/2019            | --                  |
| Des de 2023                   | Jose Ramón Martí Doménech                            | PSPV-PSOE      | 17/06/2023            | --                  |
| Fonts: Generalitat Valenciana |                                                      |                |                       |                     |